# عقد 940
عقد 940 هو عقد امتد بين 1 يناير 940 و31 ديسمبر 949 بحسب التقويم الميلادي. سبقه عقد 930 ولحقه عقد 950.

## مواليد
- الشيخ المفيد (948)
- الحسين بن الحجاج (941)
- محمد صاحب المدارك (946)
- أبو الليث السمرقندي (944)
- إريك المنتصر (945)
- شمس الدين المقدسي (945)
- يحيى بن حيوج الفاسي (945)
- أبو إسحاق الإسفراييني (949)
- أبو الحسن السلامي (948)
- بريان بورو (941)
- ابن فورك (941)

## وفيات
- إبراهيم بن سنان (946)
- متى بن يونس (940)
- إيغور بن روريك (945)
- سعيد الفيومي (942)
- أبو جعفر النحاس (949)
- القائم بأمر الله الفاطمي (946)
- أبو طاهر الجنابي (944)
- يحيى بن إدريس بن عمر (947)
- أبو بكر السجستاني (941)
- مارينوس الثاني (946)
- رومانوس الأول (948)

## كتب
- Yves Denis Papin (1998). Chronologie de l'histoire ancienne. Lieu de publication non identifié: Éditions Jean-paul Gisserot. ISBN:2-87747-346-5. OCLC:40746926. مؤرشف من الأصل في 2022-03-16.
- موسوعة حضارة العالم (2002) لأحمد محمد عوف.

## روابط خارجية
- تصفح سنة بسنة عقد 940 على موقع onthisday.com
- تصفح سنة بسنة عقد 940 ابتداءً من سنة عقد 940 على موقع المكتبة الوطنية الفرنسية